# Parlamento federale (Belgio)
Il Parlamento federale (in francese Parlement fédéral, in olandese Federaal Parlement, in tedesco Föderales Parlament) è, in Belgio, il parlamento bicamerale formato dalla Camera dei rappresentanti (camera bassa) e dal Senato (camera alta).

## Camera dei rappresentanti
La Camera dei rappresentanti (fr. Chambre des représentants, nl. Kamer van Volksvertegenwoordigers) tiene le sue riunioni presso il palazzo della Nazione, a Bruxelles; per essere eletti alla Camera bisogna avere almeno 21 anni, essere cittadini belgi e residenti in Belgio.
Il numero dei seggi della camera è fissato dalla Costituzione a 150, eletti in 11 collegi elettorali. Questi sono suddivisi secondo i gruppi linguistici: 5 per le Fiandre (79 seggi), 5 per la Vallonia (49 seggi) e un distretto bilingue con 22 seggi per Bruxelles-Halle-Vilvoorde. I collegi coincidono con le province, ad eccezione di quello di Lovanio (parte del Brabante Fiammingo e di Bruxelles-Halle-Vilvoorde). Ogni distretto elegge un certo numero di seggi proporzionale alla popolazione (non al numero di voti), a partire dai 4 seggi per la provincia del Lussemburgo, fino ai 24 per la provincia di Anversa. Tutti i collegi hanno una soglia del 5% ad eccezione di Bruxelles-Halle-Vilvoorde e Lovanio; tutti i collegi sono monolingue, ad eccezione di Bruxelles-Halle-Vilvoorde, che comprende le 19 municipalità bilingui della Regione di Bruxelles-Capitale, sia 35 municipalità di lingua olandese del Brabante Fiammingo, incluse sei municipalità con facilitazione linguistica per la popolazione di lingua francese.

## Senato
Il Senato (fr. Sénat, nl. Senaat) consiste di 60 membri ed esistono due categorie di senatori: quelli eletti dalle comunità e dalle regioni, i senatori cooptati e quelli di diritto. L’elezione dei 50 senatori eletti dalle regioni e dalle comunità è suddivisa in un numero di senatori pari che spetta a ogni entità belga. Essi sono divisi, dunque, in: 29 dal Parlamento fiammingo, 10 dal Parlamento della Comunità francofona, 8 dal Parlamento vallone, 2 dalla Comunità Francofona della Regione di Bruxelles-Capitale e 1 dal Parlamento della Comunità germanofona.
La seconda categoria, i senatori cooptati, consiste di 10 rappresentanti eletti dal primo gruppo di senatori; i requisiti di elezione per il Senato sono gli stessi della Camera.
Infine, prima della riforma del 2014, c’era una categoria ulteriore alle prime due: quella dei senatori di diritto, che consisteva nei figli del sovrano che sono in linea di successione. In teoria avevano diritto di voto, ma dato che la famiglia reale deve essere politicamente neutra, essi in pratica non votavano al Senato, e non erano conteggiati ai fini del raggiungimento del quorum.
Il Senato si riunisce al palazzo della Nazione, a Bruxelles.

## Procedura legislativa
A partire dalle elezioni del 21 maggio 1995, vi è stata una diversificazione dei poteri tra Camera dei rappresentanti e Senato, che ha portato quest'ultimo ad avere meno competenze rispetto alla Camera. Prima del 1995, le due Camere svolgevano gli stessi compiti ed avevano pari poteri: ciò significava che entrambi i rami del Parlamento dovevano approvare esattamente la stessa versione di una legge.
In alcuni campi, la Camera e il Senato hanno gli stessi poteri, il che significa che entrambe le camere devono approvare esattamente la stessa versione di una legge. Tra queste eventualità, vi sono quelle di revisioni della Costituzione, leggi che richiedono la maggioranza qualificata (le cosiddette "leggi di comunità"), leggi sull'architettura dello Stato, leggi che approvano accordi di cooperazione tra lo Stato federale, le comunità e le regioni, leggi sull'approvazione dei trattati internazionali e leggi sull'organizzazione del sistema giudiziario, il Consiglio di Stato e la Corte Costituzionale. Le leggi concernenti i trattati internazionali sono tuttavia passate al Senato solo dopo un primo esame da parte della Camera.
Per quasi tutto il resto della legislazione, la Camera ha la precedenza sul Senato, che può tuttavia intervenire come camera di considerazione e riflessione in quanto ha l'opportunità di esaminare i testi della Camera (in specifici limiti di tempo) e, se vi sono ragioni per farlo, di modificarli. La Camera può di conseguenza adottare o rifiutare gli emendamenti proposti dal Senato oppure fare nuove proposte. Quando si presenta il caso, la Camera ha l'ultima parola riguardo a tutta la "legislazione ordinaria". Il Senato può anche proporre alla Camera una legge che esso stesso abbia approvato e la camera bassa può approvarla, rifiutarla o modificarla: anche in questo caso è la Camera ad avere l'ultima parola.
Vi sono anche certe materie in cui è responsabile solo la Camera dei rappresentanti, tra cui il conferimento della naturalizzazione, l'approvazione di leggi riferentisi ai crimini commessi dai ministri del Governo federale, l'approvazione del bilancio e i conti statali, la nomina dell'ombudsman parlamentare e l'esame delle sue attività, oltre che la determinazione delle quote militari.

## Camere riunite
Camere riunite (in olandese: Verenigde Kamers, in francese: Chambres réunies) è il nome dato al corpo che si viene a creare quando entrambe le camere del Parlamento federale si riuniscono in sessione comune. Le Camere riunite si riuniscono solo in alcune occasioni, previste dalla Costituzione: quando il re presta giuramento costituzionale davanti alle Camere riunite, secondo l'articolo 91 della Costituzione, e quando le Camere devono nominare un reggente nel caso in cui il successore della Corona sia minorenne, o nel caso in cui il re non sia in grado di regnare, secondo gli articoli 92 e 93 della Costituzione. L'ultima sessione comune si è svolta il 9 agosto 1993, quando il re Alberto II del Belgio ha prestato giuramento.